# Topůrko
Topůrko je rukojeť ručního bicího či sečného nástroje (sekery, kladiva nebo ruční palice). Je to typ krátké násady. Obvykle bývá vyrobeno ze dřeva, kompozitních materiálů či kovů.
Jasanové dřevo při úderu nepálí do ruky, proto je užíváno nejčastěji. Vhodné je ale prakticky jakékoliv jiné tvrdé dřevo. Topůrko má za úkol oddálit hlavu (tedy pracovní část) nástroje od ruky, odpružit a utlumit mechanické rázy zpětně přenášené na lidskou ruku a umožnit udělit nástroji vyšší rychlost prodloužením páky. U sekery mívá eliptický průřez a může být dvakrát prohnuté pro lepší uchopení.
Topůrko vyrobené ze dřeva musí mít osu orientovanou ve směru růstu dřeva, aby při namáhání rázy neprasklo. Hlava sekery či kladiva může být fixována na topůrku vnitřním klínkem (nejčastěji dřevěným či kovovým, někdy i plastovým), který rozpírá materiál topůrka v oku hlavy nástroje. Topůrko musí být velmi pevné, neboť se jedná o mechanicky velice namáhanou součást nástroje, nesmí být ale ani příliš tvrdé do ruky, ani příliš pružné.
Tvar a rozměry topůrka se liší podle použití nástroje. Speciální tvar v podélné ose mívají topůrka tesařských seker a liší se (i čepel) pro pravé a levé použití.